# Mount Leek
Mount Leek är ett berg i Antarktis. Det ligger i Västantarktis. Argentina, Chile och Storbritannien gör anspråk på området. Toppen på Mount Leek är 1 248 meter över havet.
Terrängen runt Mount Leek är lite kuperad, och sluttar söderut. Trakten är obefolkad. Det finns inga samhällen i närheten.